# Кім Сон Ин (хокеїстка на траві)
Кім Сон Ин (12 квітня 1976) — південнокорейська хокеїстка на траві.
Учасниця Олімпійських Ігор 2000, 2004 років.
Переможниця Азійських ігор 1998 року, срібна призерка 2002 року.